# Kretinga
Kretinga anhörenⓘ (deutsch: Crottingen, auch: Krottingen, Krettingen), in der kurischen Landschaft Megowe gelegen, ist eine Stadt im Westen Litauens in unmittelbarer Nähe (11 km) des Ostseebades Palanga und 25 km von der Hafenstadt Klaipėda entfernt. Sie ist Kernstadt und Sitz der Rajongemeinde Kretinga.

## Geschichte
Der Ort wurde erstmals 1253 als Cretyn erwähnt. Etymologisch wird der Name von nehrungskurisch "kritus" (sumpfig) verbunden. Das Stadtrecht wurde 1609 verliehen.
Innerhalb des heutigen Stadtgebiets von Kretinga verlief bis zum Ersten Weltkrieg die Grenze zwischen Deutschland und dem Russischen Reich. Der südliche Ortsteil Bajorai (deutsch Bajohren) gehörte zum Deutschen Reich (und war damit bis 1919 der nördlichste deutsche Bahnhof).
Als 1919 das Memelland vom Deutschen Reich abgetrennt und zugleich Litauen unabhängig wurde, wurde sie zur Grenze zwischen diesen beiden neu geschaffenen Gebieten. 1923 annektierte Litauen das Memelland, und die Grenze war hinfällig.
Ab 1939, nach der Übergabe des Memellandes an das Deutsche Reich infolge des deutschen Ultimatums, verlief die Grenze wieder zwischen den beiden Orten. 1941 wurde Kretinga unmittelbar nach Beginn des Russlandfeldzuges von den deutschen Truppen eingenommen. Bis zum Herbst 1941 wurden mehr als 1000 ansässige Juden von den Deutschen ermordet.

## Sehenswürdigkeiten
- Museum der Stadt Kretinga (seit 1992 im ehemaligen Herrenhaus der Grafen Tiskevicius von 1875 mit Wintergarten, Orangerie und Gutspark)
- Franziskaner-Kloster, 1605 bis 1610 errichtet mit Mariä-Verkündigungs-Kirche, erbaut 1610 bis 1617, 1907 bis 1912 umgestaltet
- Evangelisch-Lutherische Kirche, neugotischer Backstein-/Feldsteinbau von 1897
- Friedhofskapelle mit Familiengruft der Grafen Tiskevicius, neugotischer Backsteinbau von 1893 nach Entwurf des schwedischen Architekten Karl Eduard Strandmann (1867–1946)[2]
- Skulpturenpark

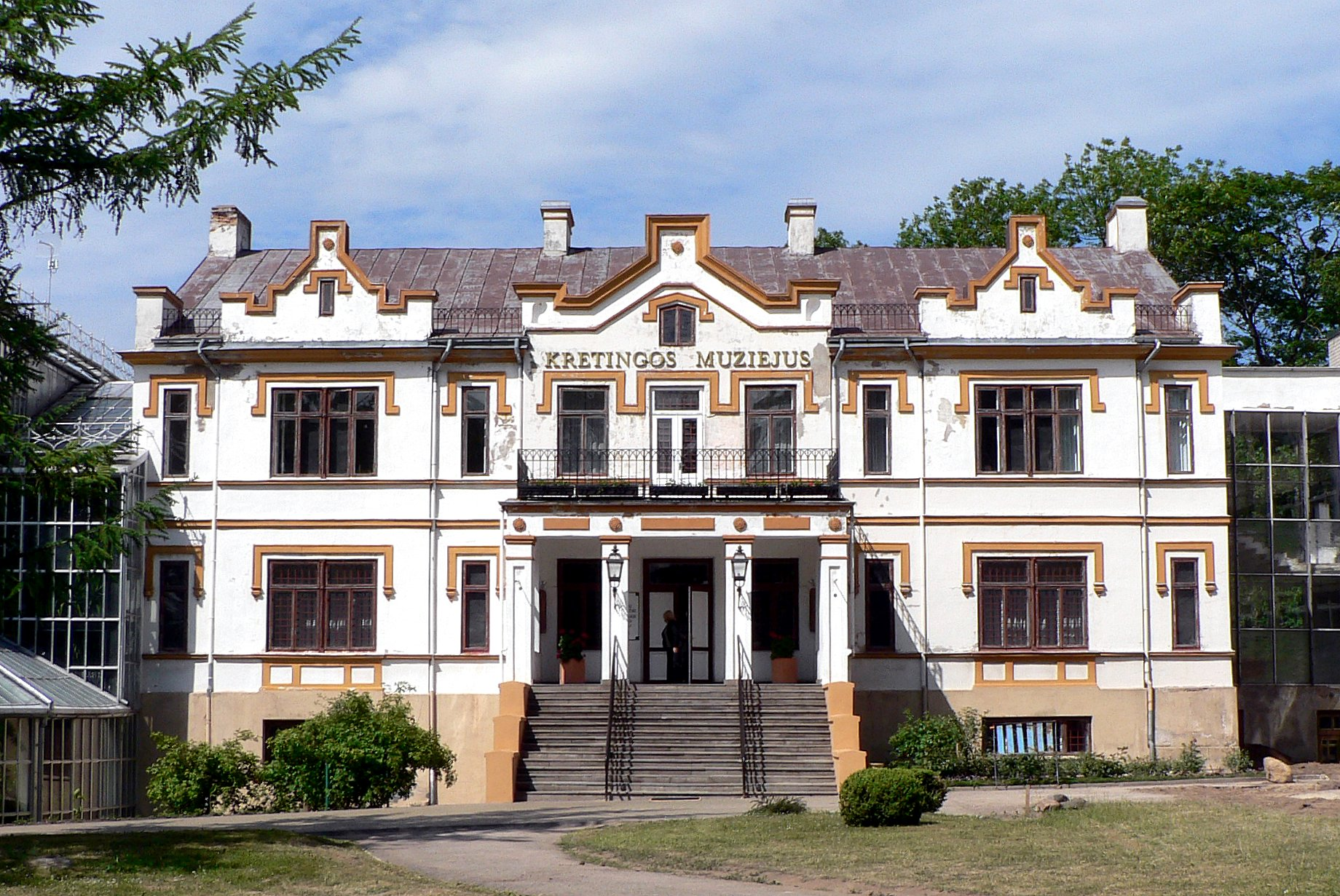
Museum von Kretinga
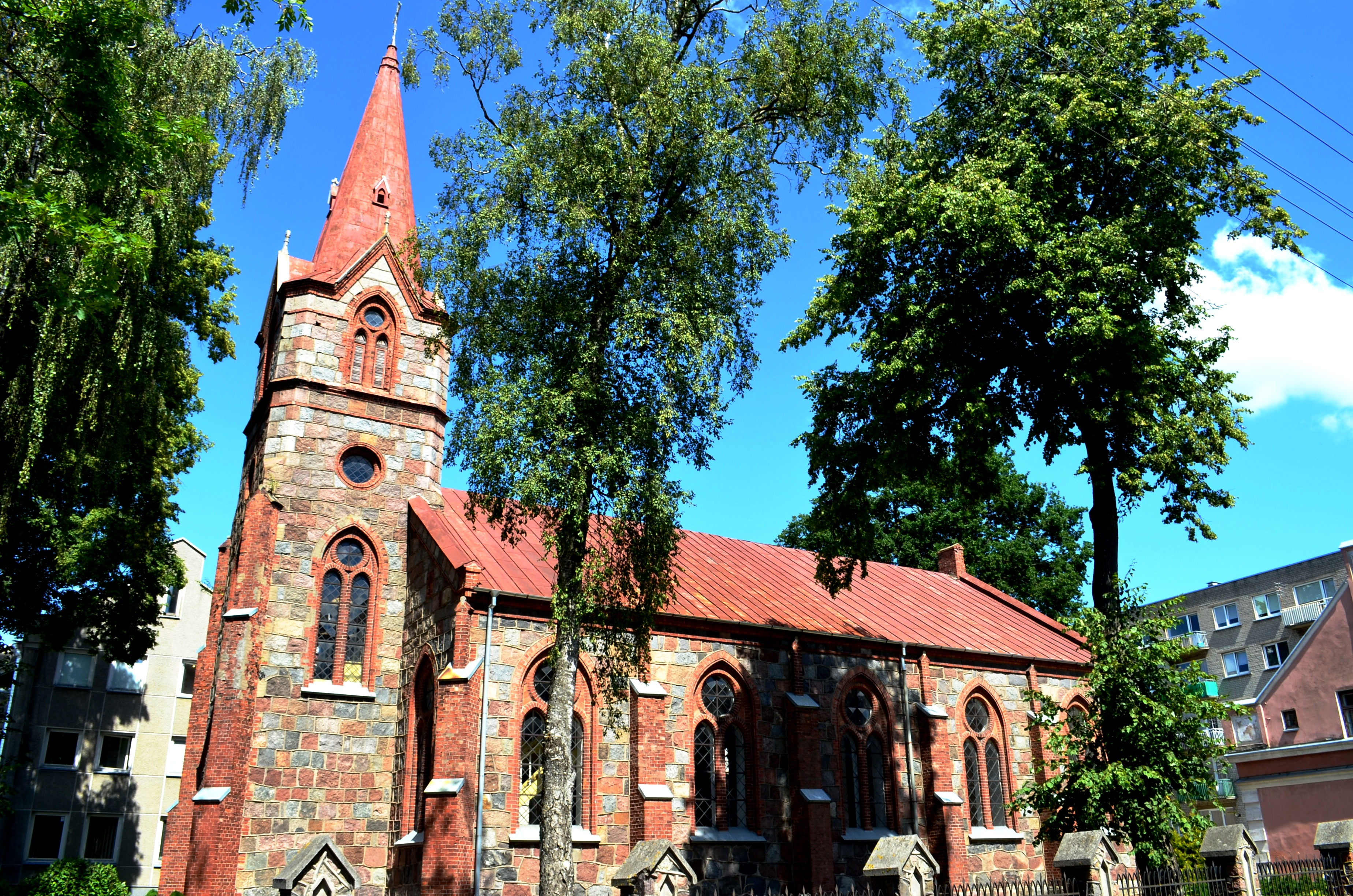
Evangelisch-Lutherische Kirche von 1897
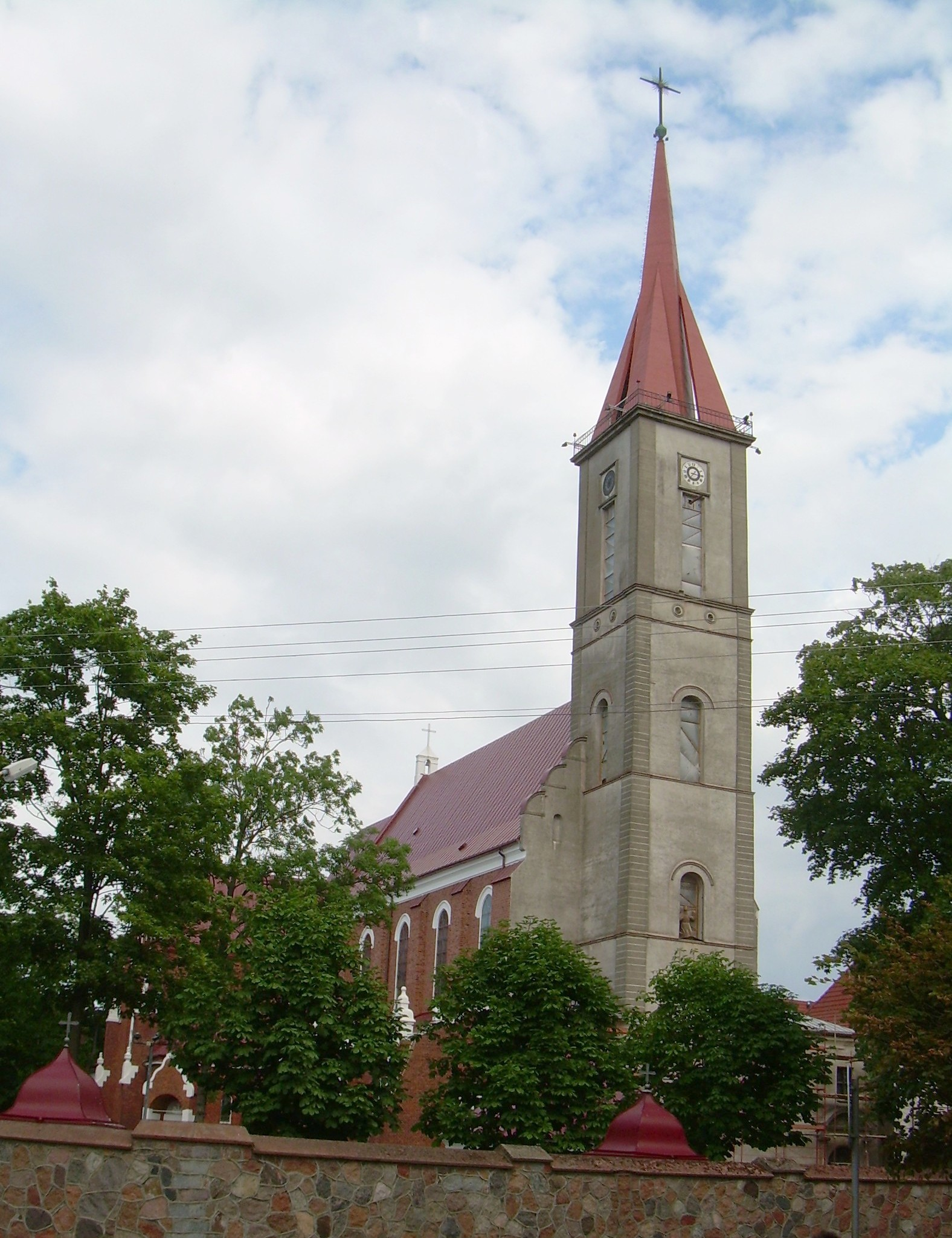
Katholische Mariä-Verkündigungs-Kirche
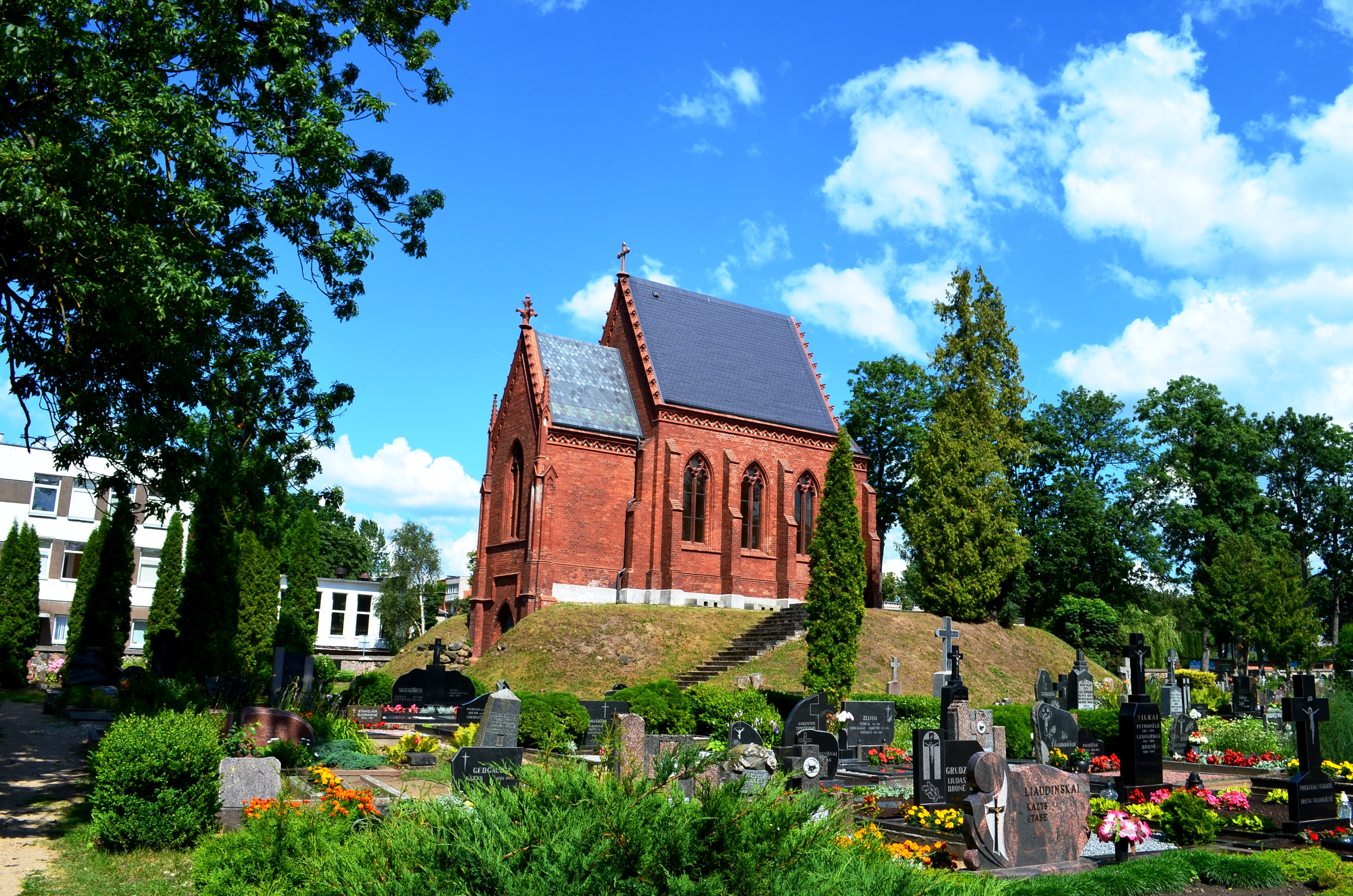
Friedhofskapelle
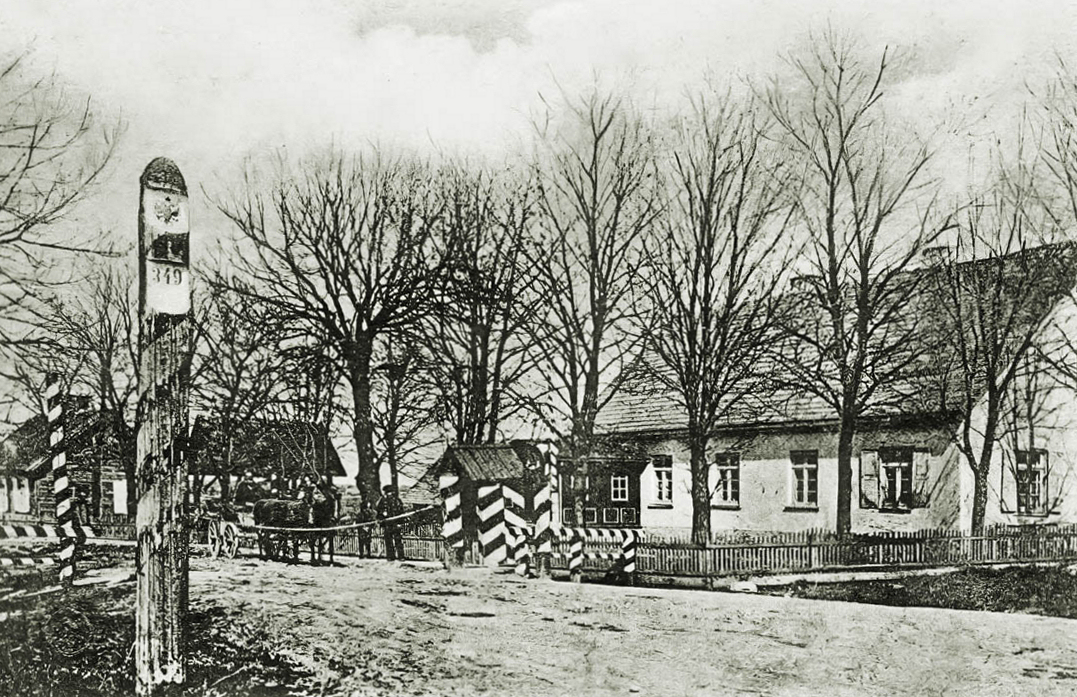
Grenzhaus an der deutsch-russischen Grenze zwischen Bajohren und Russisch Crottingen

## Söhne und Töchter der Stadt
- Berek Joselewicz (1764–1809), jüdischer Oberst in der polnischen Armee während des Kościuszko-Aufstands
- Hans Lipschis (1919–2016), Angehöriger der Waffen-SS im KZ Auschwitz
- Vytautas Liutikas (1930–1997), Politiker
- Juozapas Algirdas Katkus (1936–2011), Politiker
- Henrikas Tamulis (* 1938), Politiker
- Antanas Vinkus (* 1942), Politiker, Diplomat und Bürgermeister
- Modestas Paulauskas (* 1945), Basketballspieler
- Arūnas Grumadas (* 1951), Politiker; Bürgermeister von Vilnius
- Antanas Valys (* 1952), Politiker
- Rolandas Paulauskas (* 1954), Politiker und Journalist
- Arvydas Salda (* 1955), Politiker
- Virginijus Česnulevičius (1956–2008), Politiker
- Gintaras Krapikas (* 1961), Basketballtrainer und -spieler
- Elena Petrošienė (* 1967), Agronomin und Politikerin
- Antanas Kalnius (* 1972), Politiker, Bürgermeister der Rajongemeinde Kretinga
- Justina Vitkauskaitė (* 1978), Politikerin
- Valdas Trakys (* 1979), Fußballspieler
- Linas Pilibaitis (* 1985), Fußballspieler
- Mindaugas Beinoras (* 1987), Schachspieler
- Edgaras Slušnys (* 1991), Badmintonspieler
- Emilijus Krakauskas (* 1997), Eishockeyspieler
- Gabrielė Stonkutė (* 2001), Boxerin